# Luis Alberto Riart
Luis Alberto Riart Vera y Aragón  (Villa Florida, 21 de julho de 1880 — Assunção, 1 de outubro de 1953) foi um advogado e político paraguaio, presidente do país de 17 de março a 15 de agosto de 1924, substituindo a Eligio Ayala, de quem era vice-presidente.